# منشأة سعيد طوسون
قرية منشاة سعيد طوسون هي إحدى القرى التابعة لمركز دمنهور في محافظة البحيرة في جمهورية مصر العربية. حسب إحصاءات سنة 2006، بلغ إجمالي السكان في منشاة سعيد طوسون 2857 نسمة، منهم 1411 رجل و1446 امرأة.